# Роспуда
Роспуда пол. Rospuda — невеличка річка на північному сході Польщі, яка протікає через Сувальський регіон Польщі, включаючи північно-західну частину великої пущі Августівського пралісу. Її продовження, Нетта, є притокою Бебзи. У 2006 році річці було заплановане будівництво об'їзної швидкісної дороги Августів, що мала прорізати територію. Після інтенсивної кампанії протестів у Польщі та за кордоном, а також контрпротестів місцевої громади, плани були змінені, і тепер шосе перепрофільоване, щоб повністю уникнути лісу.

## Географія

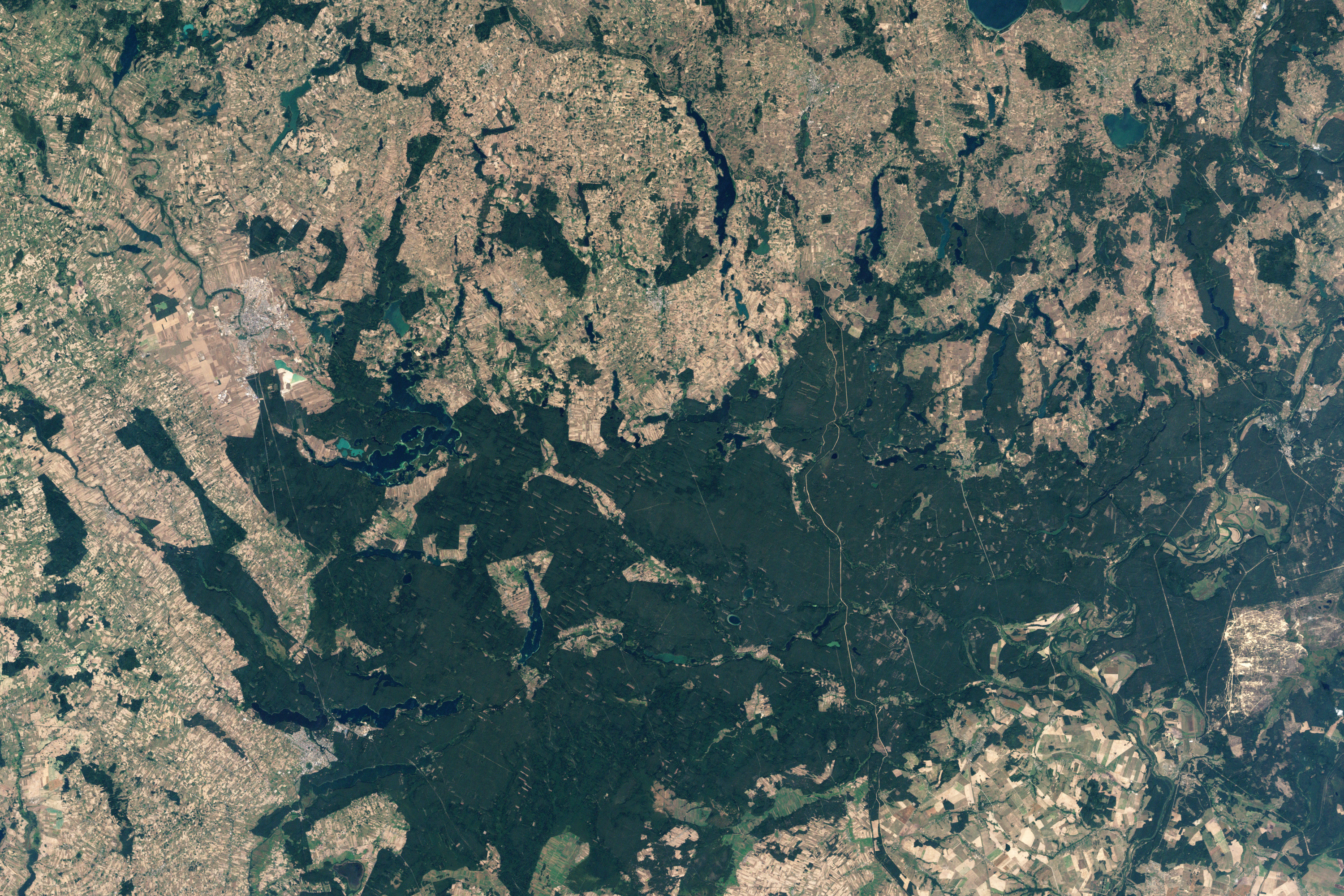
Долина Роспуда, як видно з космосу.

Джерелом є поєднання декількох струмків, на схилах пагорбів (Пшеймава Гура — 213,4 м, Ястржембія Гура — 230,8 м, Слупова Гура — 247,9 м, Лісія Гура — 259,5 м) на південь від старого лісу, Ромінтенська пуща розташована на південний схід від Голдапа. Річка піднімається з озера, яке називається Джеціоро-Чарне і тече в південному та південно-східному напрямку через низку дев'яти постледникових озер: Роспуда Філіповська, Кам'єнне, Длугі, Гарбас, Гленбоке, Сумово, Окренгле, Болесті та Роспуда Августівська який він остаточно спорожнює. Роспуда протікає через типові молоді льодовикові форми рельєфу: озера після льодовикового русла, ескери (довгі, вузькі звивисті хребти, що складаються з багатошарового піску та гравію) та рівнинні рівнинні потоки. Цей ландшафт є результатом діяльності скандинавського льодовикового покриву під час балтійського зледеніння: післяльодовиковий канал, по якому тече Роспуда, був виритий потоком, що протікає під крижаним покривом; ескери складалися з матеріалу, накопиченого проточною водою, а стоком є величезний алювіальний конус піску та гравію, відкладеного підльодовиковим потоком талої води. У верхній течії річки, в відрізках між озерами, Роспуда має вузький звивистий канал скелястого русла. Вузькі постледникові озера протікають милями: Роспуда Філіповська та Болесті, найдовші з них, дорівнюють 3,6 миля (5,8 км) довжиною і лише 0,25—0,5 миля (0,40—0,80 км) ширину. Їх береги високі, лісисті чи покриті луками та посічені ярами. Ці цікаві форми рельєфу пояснюються ерозією, наслідком течії дощових вод. У нижній течії річки, де вона потрапляє в Августівський праліс, Роспуда перетворюється на типово рівнинну річку. Вона звивається очеретами в заболоченій прибережній долині, проходячи повз Свенте-Мейсце та Млинсько, священні місця в регіоні. Русло річки стає ширшим, утворюючи басейн торф'яника, тобто долину Роспуди (пол. Доліна Роспуди).
Роспуда — 41,5 миля (66,8 км) довгий каное, рідко відвідуваний, мальовничий, хоча часом і клопіткий. Раптові нахили, кам'янисті мілини, скелі та палиці, загнані в русло річки, або зрубані дерева вимагають уваги, рефлексу та досвіду в подоланні таких перешкод. У нижній течії річки монотонний ландшафт може виявитися втомливим, оскільки Роспуда звивається очеретом, перекриваючи види. Тим не менш, є зручні місця для розміщення табору вздовж усієї стежки.

### Притоки
- Близна

### Міста вздовж берегів Роспуди
- Філіпів
- Бакаларжево
- Рацькі
- Августов

## Історичні цікавинки
Річку Роспуду раніше називали різними назвами залежно від її відрізка. Назва Довспуда згадується в Законі про зведення церкви Рацьких від 1599 року. Інші назви включали Ровспуду, Філіпівку (біля села Філіпів) та Каменну.
За словами професора Кнута Олафа Фалька, ім'я Dowspuda було вкорінене в слові Dau-spūda, що на вимерлій західнобалтійській мові — йотвінг, означало «штовхати» або «важкий тиск» і походить від того, що навесні, річка піднімає свій рівень приблизно на один метр, що призводить до відкачування води назад до її приток та зміни її потоку. Це явище можна спостерігати на річці Яловка, яка приєднується до річки Роспуда з озером Ялово, або на річці Клоевиця, що приєднується до озера Роспуда-Августовська та озера Нецко з озером Бяле.
Рельєфи, які обходить річка Роспуда — вященне культове місце, відоме як Uroczysko Święte Miejsce, повертає до язичницьких традицій. З п'ятнадцятого століття до ХХ століття річка Роспуда становила кордон між Литвою та пруськими землями.
Мальовничі руїни неоготичного палацу Пак досі стоять на високих берегах річки в селі Довспуда, розташованому на південь від Рацьких. У 1824 р. Власник палацу Людвік Міхал Пац замовив дванадцять кам'яних сходів, побудованих на трикілометровому відрізку річки між Рачками, Довспудою та внизу, щоб прикрасити територію водоспадами. Однак дамби, як і палац, згодом були демонтовані. Кам'яні мілини — єдині залишки. У липні 1972 року одна із сцен із серіалу « Чарне Чмурі» була знята на краю поляни з видом на річкову долину внизу за течією річки Роспуда біля села Щебра.

## Екологічна характеристика долини Роспуда
Долина Роспуда — одна з найцінніших заболочених територій (ковдра, підняті та тимчасові болота). Болото підтримує стабільний рівень води, а тому не покривається деревами та чагарниками. Він відрізняється від заболочених територій, що знаходяться під впливом людини, наприклад, Бебжанські болота, які потрібно косити, щоб зупинити послідовність очеретів, чагарників та лісу.
Долина Роспуда знаходиться під охороною через рідкісні тварини та рослини. Існує 19 видів орхідеї (всі вони перебувають під суворим захистом), включаючи мускусну орхідею (Herminium monorchis) та білий сорт ранньої болотної орхідеї (Dactylorhiza majalis). Перша була занесена до польської Червоної книги рослин, а долина Роспуда є єдиним місцем у Польщі.

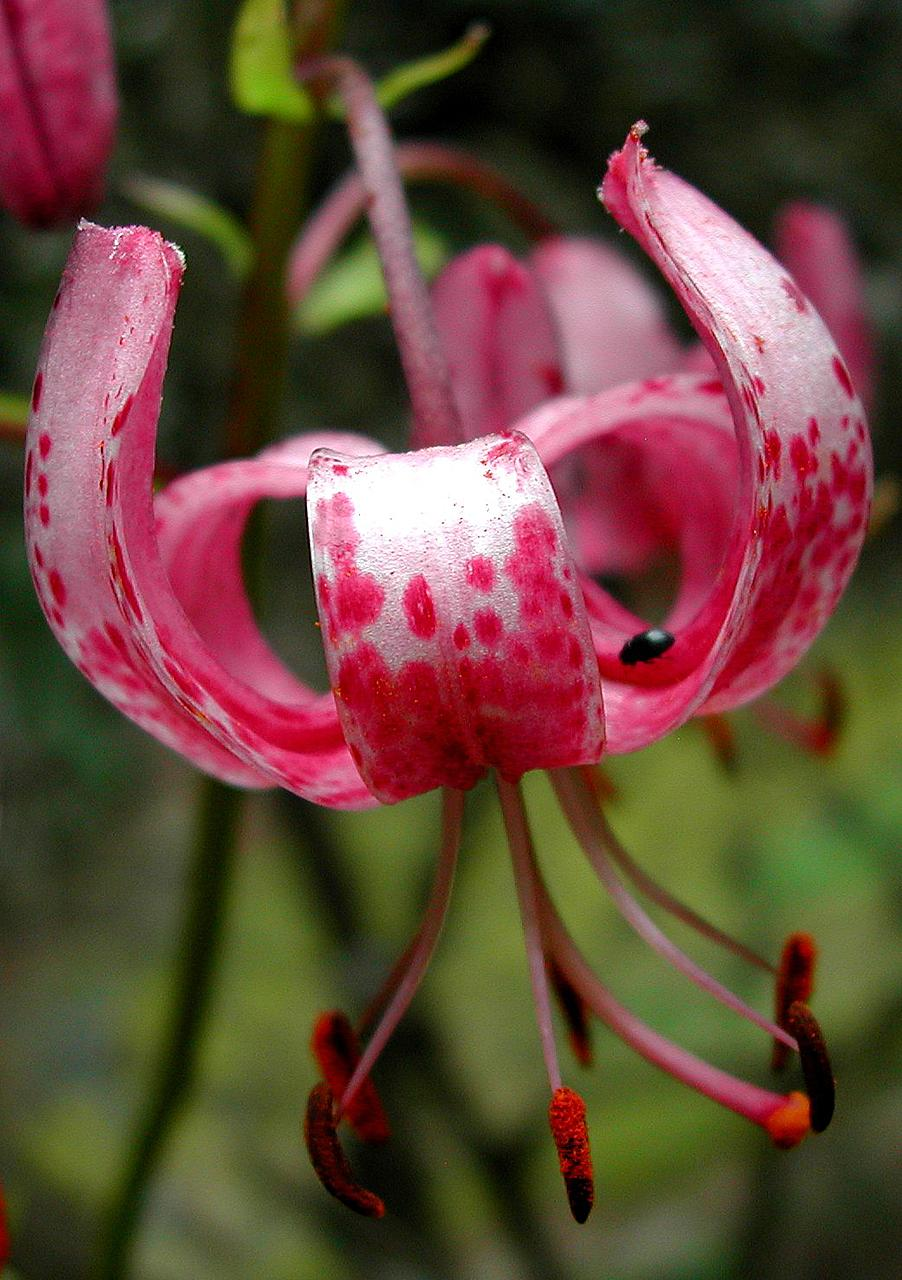
Турецька шапка лілія

Інші орхідеї, які можна знайти в Роспуди долині включають в себе: західну болотної орхідею (зозульки травневі), черевичок орхідея (черевичок справжній), ранній coralroot (тура trifida), загальна плямиста орхідея (пальчатокорінник Фукс), пагль Болотні орхідеї (Dactylorhiza traunsteineri), болотний морозник (Epipactis palustris), орхідея фен (Liparis loeselii). У долині Роспуда є також інші рідкісні та захищені рослини, серед яких: карликова береза (Betula humilis), грецька валеріана (Polemonium caeruleum), англійська росичка (Drosera anglica), росиця круглолиста (Drosera rotundifolia), лілія турецької шапки (Lilium martagon).
У долині і прилеглих до неї лісів мешкають такі захищаються птахи: рябчик (Bonasa bonasia), то глухар (Tetrao urogallus), погониші (погониші погониші), то деркач (деркач), то журавель (Журавель Журавель), орел-білохвіст (Haliaeetus albicilla), орел менш плямистий (Aquila pomarina), болотний лук, європейський медовий канюк (Pernis apivorus), сова тенгмальмова (Aegolius funereus), лелека білий (Ciconia ciconia), чорний дятел, білоспинний дятел (Dendrocopos leucotos), червоноголовий сорокопуд (Lanius collurio), безрукавка (Sylvia nisoria) та інші. Район служить пристанищем для птахів, що гніздяться неподалік.
Для великих ссавців, таких як вовки чи олені, долина Роспуда служить міграційним коридором, через який вони рухаються на захід від Августівського первісного лісу та національного парку Бебца. У Долині також мешкають бобри, видри, лисиці та інші тварини.

## Охорона природи
Долина Роспуда становить:

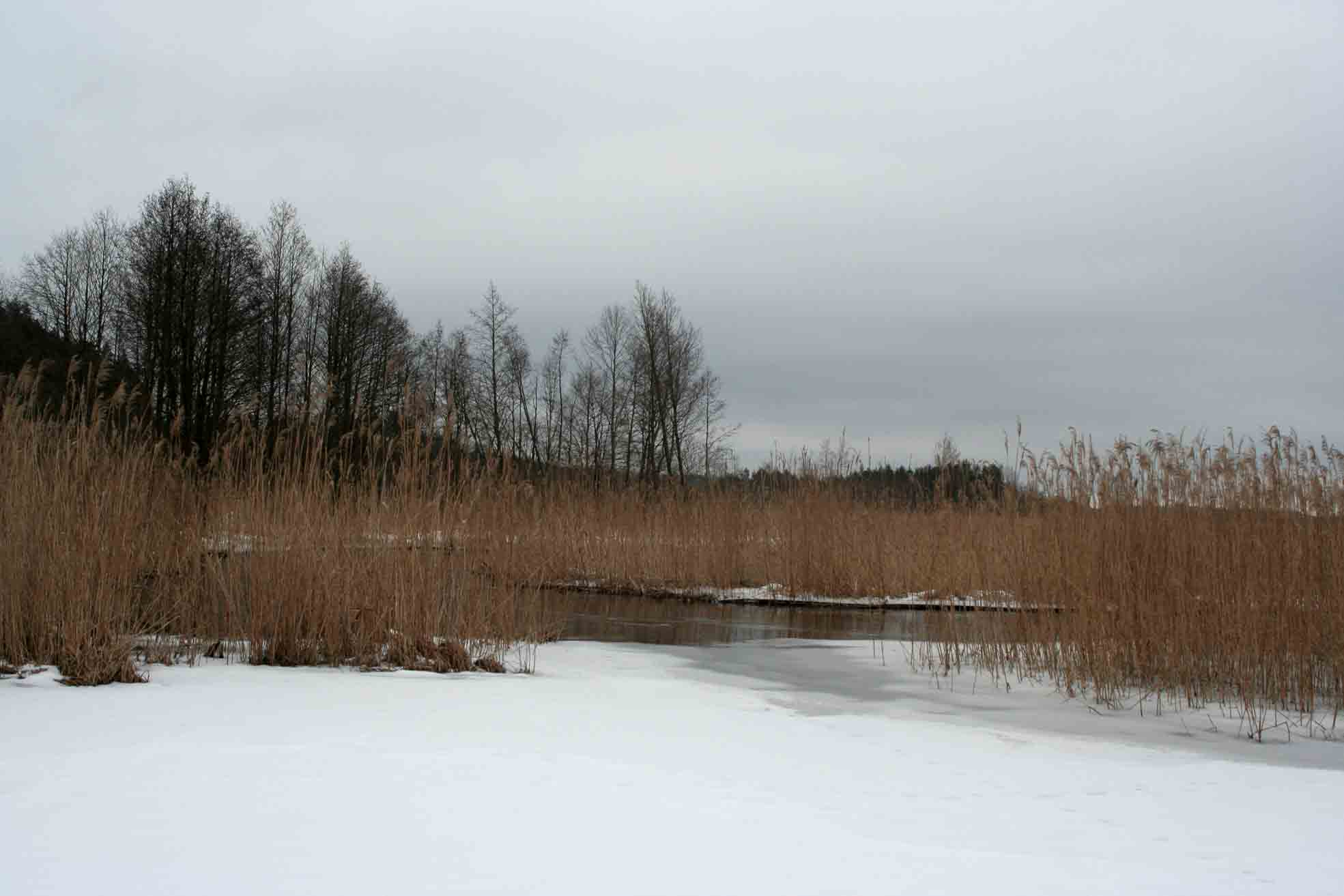
Роспуда взимку

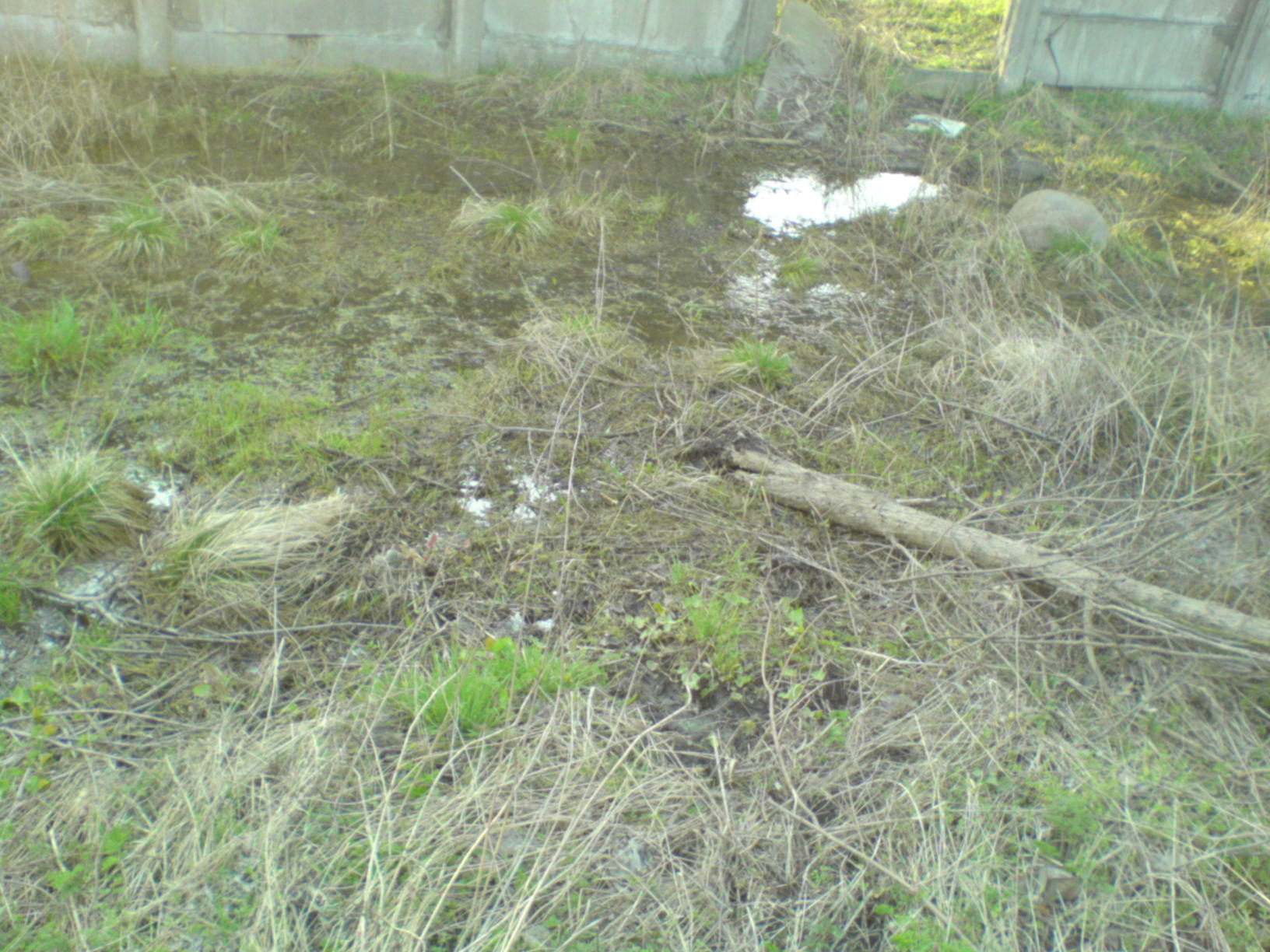
Болота в районі долини Роспуда

- Територія заповідного ландшафту (з 1989 р.)
- Тиха зона
- Частина Європейських екологічних мереж Nature 2000, визначена відповідно до Директиви про охорону диких птахів як спеціальна зона захисту птахів
- Частина Августівського первинного лісового заповідника (з 2004 р.)
- Найвища позиція в Тіньовому списку територій, які на думку вчених та екологічних організацій повинні бути визначені як Спеціальні заповідні зони відповідно до Директиви Ради про збереження природних середовищ існування та дикої флори та фауни
- Стик міжнародно визнаного значення в національних екологічних мережах (пол. Zielone Płuca Polski) завдяки своїм геоморфологічним, гідрологічним та біотичним характеристикам, а також структурі ландшафту, вже охоронюваних територій та тих, що охороняються

У долині Роспуда буде створений природний заповідник. Він захистить мускусну орхідею, лісовика, морського орла та меншого плямистого орла, які гніздяться в цій місцевості.

## Загрози

Зелена стрічка — символ кампанії проти будівництва Августівської кільцевої дороги

Зелена стрічка використовується як символ кампанії проти будівництва Августівської кільцевої дороги.
Екологічні активісти, а також ботаніки, зоологи, експерти з екології, експерти-гідрологи з торф'яного болотного покриву та Європейська комісія, вважають, що долині Роспуди загрожують плани будівництва Августовської кільцевої дороги.
Якщо проект буде реалізований, дикій природі буде завдано шкоди не тільки сама швидкісна магістраль, але і процес будівництва. Шум та забруднення, властиві будівельним роботам, зашкодять місцям розмноження різних видів птахів, деякі з яких охороняються, а також деякі види рослин, що перебувають під загрозою зникнення.

Зовсім іншої думки з цього приводу дотримується Генеральна дирекція національних доріг та автомагістралей (GDDKiA). Вони стверджують, що спосіб побудови шляхопроводу, а також пристрої, призначені для скидання води з дороги до зовнішньої частини долини, ефективно зменшать шкоду.
Національна рада з охорони навколишнього природного середовища (дорадчий орган Міністерства охорони навколишнього природного середовища) висловлюється з осудом щодо проекту.

## Суперечка Via Baltica 2006—2009 років
У грудні 2006 року Європейська Комісія відкрила процедури порушення закону проти польського уряду за згоду на дорожні роботи, які можуть серйозно пошкодити важливі та охоронювані природні об'єкти. У лютому 2007 року губернатор місцевої провінції підписав «зелене світло» для початку будівельних робіт, стверджуючи, що всі законодавчі вимоги були виконані незважаючи на те, що регіон захищений програмою ЄС " Натура 2000 ", а Польща може бути суворо оштрафованим ЄС за будівництво магістралі. 13 лютого 2007 року польський омбудсмен подав апеляцію на це рішення з метою припинення будівельних робіт. Апеляція грунтувалася на підозрі в тому, що альтернативні маршрути об'їзду не враховувались. Як у Польщі, так і за кордоном відбулися сильні протести активістів та політиків. Однак будівництво не припинялося. У лютому 2007 року ряд екологічних активістів розбили табір у зникаючому регіоні, щоб запобігти будівельним роботам. Польська щоденна газета "Газета Виборча " розпочала он-лайн петицію, підписану понад 140 тисячами людей з проханням до президента Польщі Леха Качинського поважати закон, зберігати долину Роспуди та направляти Августовський об'їзд іншим шляхом. 22 лютого 2007 року розпочато будівництво об'їзної автомагістралі Августов з проведенням геодезичних вимірювань. 27 лютого 2007 року відлякування птахів від долини Роспуди розпочалося з дозволу головного консерватора природи, що передбачає, що незабаром розпочнуться важкі будівельні роботи в долині, як повідомляло громадське Польське телебачення (TVP).
У 2009 році польська влада оголосила, що план будівництва шосе через долину Роспуда відмовлено, і обрано новий альтернативний маршрут, який уникає долини.
У 2010 році Малгожата Горська, одна з лідерів кампанії із захисту долини Роспуди, стала володарем екологічної премії Goldman .